# Dirección de Resistencia Civil

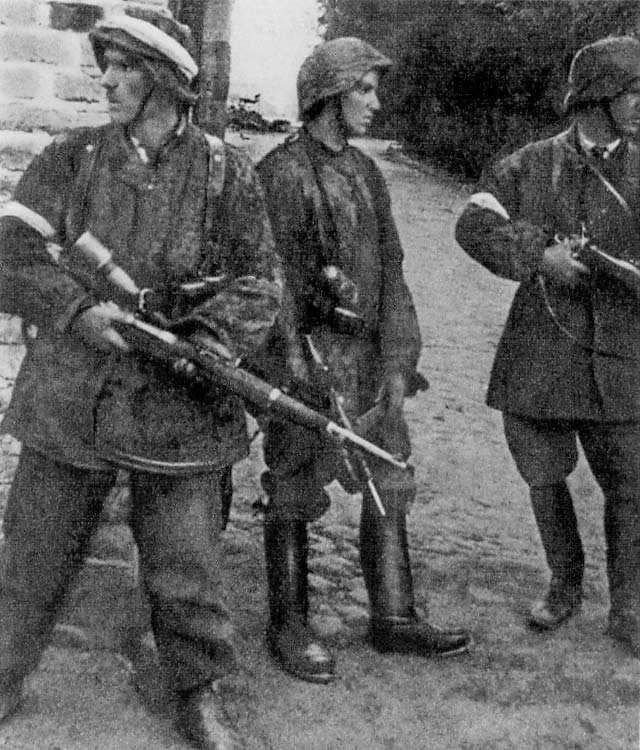
Soldados del Batallón Zośka del Ejército Nacional Polaco durante el Levantamiento de Varsovia el 5 de agosto de 1944 en Gęsiówka. Los hombres están vestidos con uniformes alemanes robados y armados con armas alemanas confiscadas. De izquierda a derecha: Wojciech Omyła "Wojtek", Juliusz Bogdan Deczkowski "Laudański" y Tadeusz Milewski "Ćwik". Milewski fue asesinado el día en que se tomó esta foto. Omyła fue muerto tres días después, el 8 de agosto de 1944. Momentos después de que se tomó esta foto, un proyectil de rifle alemán impactó en la pared sobre las cabezas de los guerrilleros. Nadie resultó herido.

La Dirección de Resistencia Civil (en polaco: Kierownictwo Walki Civilnej, KWC) fue una de las ramas de la Delegación del Gobierno en Polonia durante la Segunda Guerra Mundial. Sus tareas principales eran mantener la moral de la sociedad polaca, alentar la resistencia pasiva, informar las atrocidades y crueldades alemanas al gobierno polaco en el exilio y organizar el sabotaje. Además, fue responsable de la ley y la justicia en la Polonia ocupada.
Organizó juicios de traidores, colaboradores y provocadores, así como de los miembros más crueles de la Wehrmacht, la Gestapo y las SS. Los veredictos variaron desde boicot, multas y latigazos hasta la pena capital. Los juicios fueron llevados a cabo por el tribunal civil clandestino y los veredictos fueron ejecutados por los Cuerpos de Seguridad Nacional. A partir de 1942, la KWC también procesó delitos como robo, violación y asesinato.
La KWC estaba encabezado por Stefan Korboński. En 1943 se unió a la Dirección de Resistencia Encubierta y formó la Dirección de Resistencia Clandestina.